# Alfonso Lara
Alfonso Lara (27. dubna 1946, Santiago de Chile – 13. srpna 2013, Santiago de Chile) byl chilský fotbalista, záložník. Zemřel 13. srpna 2013 ve věku 67 let na infarkt myokardu.

## Klubová kariéra
Profesionálně hrál v chilských klubech CD Magallanes, Club de Deportes Lota Schwager, Colo-Colo a Everton de Viña del Mar.

## Reprezentační kariéra
Za reprezentaci Chile nastoupil v letech 1968–1975 v 29 reprezentačních utkáních. Byl členem chilské reprezentace Mistrovství světa ve fotbale 1974 v Německu.